# Hoboken (Georgia)
Hoboken es un pueblo ubicado en el condado de Brantley en el estado estadounidense de Georgia. En el censo de 2000, su población era de 463.

## Demografía
En el 2000 la renta per cápita promedia del hogar era de $26,818, y el ingreso promedio para una familia era de $33,750. El ingreso per cápita para la localidad era de $14,496. Los hombres tenían un ingreso per cápita de $22,917 contra $20,089 para las mujeres.

## Geografía
Hoboken se encuentra ubicado en las coordenadas 31°10′58″N 82°8′2″O / 31.18278, -82.13389 (31.182720, -82.133891).
Según la Oficina del Censo, la localidad tiene un área total de 9 km² (3,5 mi²), de la cual 9 km² (3,5 mi²) es tierra y 0 km² (0 mi²) (0.00%) es agua.